# Bernardo Bessler
Bernardo Bessler (Rio de Janeiro, 24 de maio de 1954) é um violinista, maestro e produtor musical brasileiro.
Foi aluno dos professores Paulina D'Ambrósio (Brasil), Yair Kless (Israel), André Gertler e Rudolf Wherten (Bélgica).
Primeiro violino do Quarteto Bessler, foi laureado com cinco prêmios Sharp de melhor CD clássico. Produziu o primeiro CD clássico do Brasil. Atuou como diretor artístico de séries de concertos e espetáculos na área de música clássica e música popular brasileira. Atuou ao lado de Nelson Freire, Antonio Meneses, Eugene Fodor (EUA), Andrés Cárdenes (violino), José Feghali (piano), France Springuel (Bélgica) e com Caetano Veloso, Maria Bethania, Gilberto Gil, Tom Jobim, Chico Buarque, Dorival Caymmi, Cassia Eller, Robert Plant, Dionne Warwick.

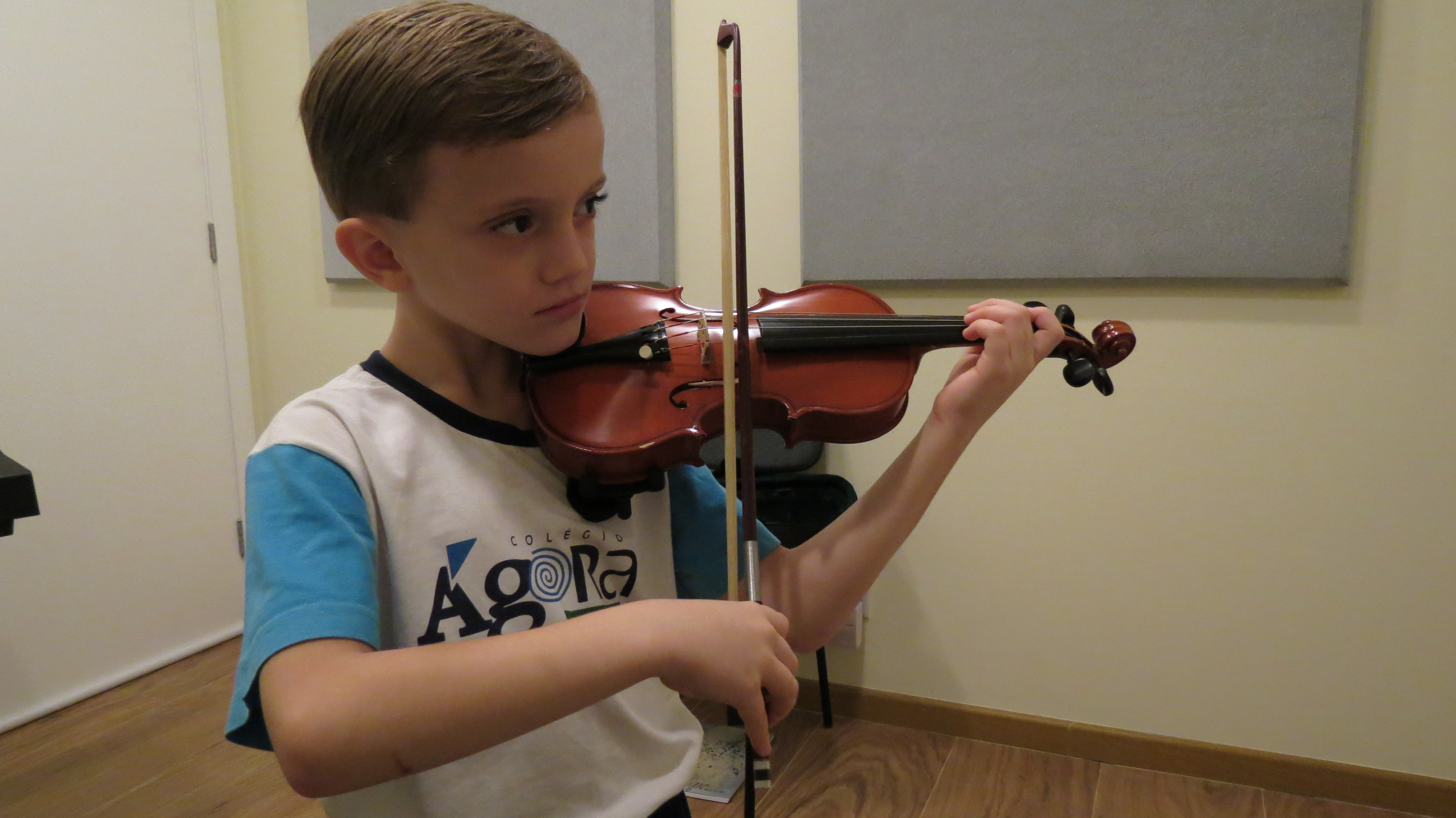
Aulas de violino e musicalização infantil

## Centro Musical Bernardo Bessler
O Centro Musical Bernardo Bessler fica no centro de Niterói a 10 minutos a pé das barcas. Oferece cursos e masterclasses de violino, viola, violoncelo, música de câmara, teoria, solfejo e percepção. Local de ensaios e gravação com ar condicionado e isolamento acústico.
Naipe de cordas para gravações, produção profissional.

## Quarteto Bessler
O Quarteto Bessler é um quarteto de cordas fundado em 1976. Tendo sua primeira formação com Bernardo Bessler (violino I), Michel Bessler (violino II), Uwe Shmelter (viola) e Barney Lerer (cello). Sua estreia foi em 1976 na Sala Cecília Meireles. Gravou também para a TV Globo, com transmissão nacional, ao lado do pianista Roberto Szidon, o quinteto para cordas e piano de Shumann.

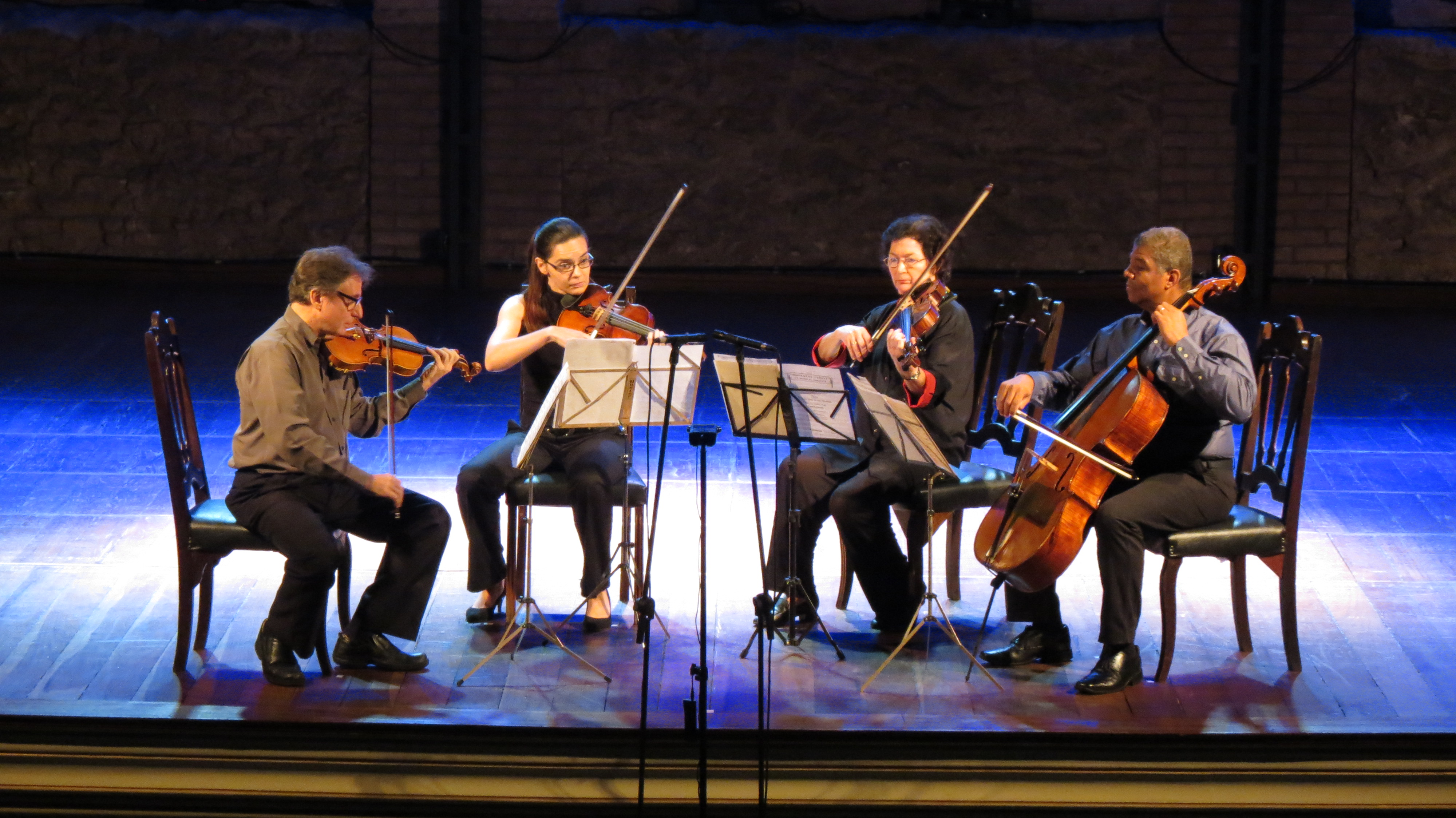
Quarteto Bessler em concerto no Teatro Municipal de Niterói

Mais tarde o violoncelista foi alterado para Charles Mitchel (discípulo de Leonard Rose) e depois por Bennet Clark. Até que finalmente se consolidou com o violista Manoel Sternik e o violoncelista Marcio Malard. Nessa formação lançou seu primeiro LP com quartetos de Villa-Lobos lançado pela selo Angel (Inglaterra). Em 1985 Antonio Del Claro assume o lugar do violoncelo e Marie-Christine Springuel Bessler o lugar da viola. Nessa formação o quarteto consolidou seu prestígio nacional e internacionalmente como, segundo a Folha de S.Paulo publicou sobre o concerto em que executou dos quartetos Op. 24 e Op. 60 para piano e cordas de Brahms com o pianista José Carlos Cocarelli, "o melhor que o país tem a oferecer no momento". Porém, ainda em 1985, o violoncelista Del Claro sofreu um grave acidente automobilístico, o que obrigou o quarteto, já embarcado para a Europa a substituí-lo durante uma turnê européia. Durante aquela turnê, então, o Quarteto Bessler atuou com Edmond Baert, violoncelista belga, professor do Conservatório Real de Bruxelas.
De volta ao Brasil no cargo de violoncelista, Alceu Reis passa atuar com o grupo e nessa formação realizou a célebre gravação da série dos quartetos de cordas de Villa-Lobes lançados internacionalmente pela Le Chant du Monde (França) passando a incluir "Reis" no nome do quarteto (Quarteto Bessler-Reis). Mais tarde ocorre nova alteração e assume Cláudio Jaffé, hoje residente nos EUA, o cargo de violoncelista que excursiona pelo Japão e Estados Unidos com grande sucesso.
Seus discos mais premiados contém interpretações para a obra de Villa-Lobos, Carlos Gomes, Verdi, Radamés Gnatalli e Cesar Franck. Foi laureado com quatro prêmios Sharp de melhor CD clássico, que foram editados no mundo todo, inclusive no Japão pela Take Off. Um dos seus discos foi considerado "um dos melhores de 1988" pelo New York Times, Le Monde e nos principais jornais e publicações especializadas em música de câmara.Recebeu também prêmios das revistas Le Monde de la Musique, Diapason eGramophon, entre outros.
Atualmente é formado por Bernardo Bessler (violino I), Jovana Trifunovic (violino II), Christine Springuel (viola) e Marcus RIbeiro(cello) e continua ativo em sua trajetória de qualidade e sucesso.
https://musicalcenter.net